# Hoven (Zülpich)
Hoven und Floren is een plaats in de Duitse gemeente Zülpich, deelstaat Noordrijn-Westfalen, en telt 1121 inwoners (2006).